# Tigrisgébics
A tigrisgébics (Lanius tigrinus) a madarak osztályának verébalakúak (Passeriformes) rendjébe, a gébicsfélék (Laniidae) családjába tartozó faj.

## Rendszerezése
A fajt Pierre Auguste Joseph Drapiez belga ornitológus írta le 1828-ban.

## Előfordulása
Brunei, Dél-Korea, Észak-Korea, a Fülöp-szigetek, Hongkong, Indonézia, Japán, Kambodzsa, Kína, Malajzia, Mianmar, Oroszország, Szingapúr, Tajvan, Thaiföld és Vietnám területén honos.
Természetes élőhelyei a mérsékelt övi erdők és cserjések, szubtrópusi és trópusi síkvidéki esőerdők és cserjések, valamint szántóföldek, vidéki kertek és városi régiók. Vonuló faj.

## Megjelenése
Testhossza 19 centiméter, testtömege 27-37 gramm.
|  |  |

## Életmódja
Főként rovarokat táplálkozik, de néha apró gerinceseket is fog.

## Szaporodása
Fészekalja 3-6 tojásból áll, melyen 14-15 napig kotlik.

## Természetvédelmi helyzete
Az elterjedési területe rendkívül nagy, egyedszáma ugyan csökken, de még nem éri el a kritikus szintet. A Természetvédelmi Világszövetség Vörös listáján nem fenyegetett fajként szerepel.